# Андрю Хигинсън
Андрю Хигинсън (на английски: Andrew Higginson) е английски професионален играч на снукър, роден на 13 декември 1973 г. в Чешър, Англия. Живее в Уиднес.
Андрю Хигинсън влиза в професионалния снукър през 1995 г., но в първите години няма сериозни успехи там и продължава да печели любителски турнири: North West Championship (1998, 1999), Merseyside Junior Championship (1997), North West Pairs Championship (1996), North West Junior Championship (1995). В професионалния снукър остава в продължение на пет сезона, като отново не постига значителни успехи.
След отпадане от първите 73 играчи, през сезон 2006/2007 се завръща при професионалистите, дори достига осминафинал в Първенството на Малта през 2007 г., където побеждава Стив Дейвис с 5 - 4 фрейма, но след това губи от Кен Дохърти с 2 – 5 фрейма.
През 2007 г. Андрю Хигинсън постига максимален брейк от 147 в мач от Трофея на Северна Ирландия. На този турнир Хигинсън прави и най-доброто си класиране в кариерата от ранкинг турнир, достигайки финал! По пътя си към финала побеждава последователно Алистър Картър с 5 - 1 фрейма, Джон Хигинс с 5 - 3, Майкъл Джъд с убедителното 5 - 1 и Стивън Магуайър с 6 - 3 фрейма. Тъй като през сезон 2005/2006 Хигинсън играе от последните фази на квалификациите, той става първият подобен играч достигнал финал в ранкинг турнир. Интересното е, че и Тери Грифитс спечели световната титла през 1979 година по същия начин.
Въпреки добрия си сезон (2006/2007), Андрю не успява да се класира за основната схема на Световно първенство по снукър, като губи с 9 – 10 фрейма от Рики Уолдън в 3-тия квалификационен кръг. Представянето му в Откритото първенство по снукър на Уелс и Купата на Малта го извеждат на 44-то място през 2007/2008. Година по-късно достига до 38-о място в ранглистата, което е и най-доброто му класиране дотогава.

## Сезон 2009/10
| Турнир                    | Резутат | Спечелени пари | Ранкинг точки | Най-голям брейк | 100+ брейк | 50+ брейк | Брой спечелени срещи |
| ------------------------- | ------- | -------------- | ------------- | --------------- | ---------- | --------- | -------------------- |
| Шанхай мастърс 2009       |         | £              |               |                 |            |           |                      |
| Гран При 2009             |         | £              |               |                 |            |           |                      |
| Британско първенство 2009 |         | £              |               |                 |            |           |                      |
| Мастърс 2010              |         | £              |               |                 |            |           |                      |
| Първенство на Уелс 2010   |         | £              |               |                 |            |           |                      |
| Първенство на Китай 2010  |         | £              |               |                 |            |           |                      |
| Световно първенство 2010  |         | £              |               |                 |            |           |                      |
| Общо                      |         | £              |               |                 |            |           |                      |